# Matsumura Goshun
Pour les articles homonymes, voir Matsumura.
Matsumura Goshun (松村呉春, Goshun Matsumura) ou Matsumura Gekkei, surnom: Hakubô, noms familiers: Bunzô et Kaemon, noms de pinceaux: Yûko, Katen, Sompaku, Sonjûhaku, Sanseki, Shôutel, Hyakushôdô, Goshun né en 1752 à Kyōto, mort en 1811, est un peintre de paysages et dessinateur japonais, fondateur de l'école Shijō.

## Biographie
Goshun tient une place importante dans l'histoire de la peinture japonaise comme fondateur de l'école Shijō. Son œuvre a l'intérêt de refléter les deux grandes tendances qui se font jour dans le Japon du XVIIIe siècle : l'idéalisme marqué surtout par les paysages de la peinture lettrée, et le réalisme représenté par l'école Maruyama. Ces deux courants ont entre eux de nombreux contacts et Goshun sait en faire la synthèse qu'il teinte d'une note de lyrisme personnel. Néanmoins, les générations qui suivront retiendront la leçon de réalisme de ces deux artistes, pris ensemble, et l'usage fait qu'on assimile encore les deux écoles en une seule école Maruyama-Shijō.
Il a pour premier maître un peintre assez obscur et, à l'âge de 20 ans, il entre dans l'atelier de Yosa Buson (1716-1783), maître de la peinture de  lettrée, et étudie avec lui l'art du Haikai (poème en dix-sept syllabes). C'est, tout naturellement, dans le sryle de Buson qu'il commence à peindre. De 1781 à 1786, il s'installe à Kureha-no-Sato, dans la Province de Settsu, et ses tendances au naturalisme s'affirment de même qu'une certaine distance prise à l'égard du style lettré.
Il faut attendre une rencontre avec Maruyama Ôkyo, le grand représentant du courant réaliste, pour que Goshun découvre véritablement la représentation réaliste de la nature, dont il fera quelque chose de plus propre à son tempérament. En effet, Goshun n'entre pas comme élève chez   Ôkyo, mais ouvre son atelier qui devient l'école de Shijô, dont la réputation supplante celle de l'école de Maruyama à la mort de ce dernier. Grâce aussi aux œuvres raffinées de son frère, Matsumura Matsumura Keibun, l'école de Goshun constitue désormais la base de l'art des peintres de Kyōto jusqu'à nos jours.
La facture de Goshun est différente de celle d'Ôkyo : il s'agit moins pour lui de représenter la nature dans sa réalité objective que d'en transmettre sa vision subjective, imprégnée d'un lyrisme très sensible. Il traduit ainsi l'intime poésie de la nature de la région de  Kyōto où tout s'estompe souvent dans une atmosphère humide qui crée aussi la profondeur. En fait, l'influence de Buson reste profonde, et c'est en cela que Goshun réalise une certaine synthèse entre les deux nouveaux courants. Ses nombreux élèves suivront une voie un peu différente, plus proche de Maruyama Ôkyo, et développent une technique habile, tout en douceur, où la composition rigoureuse s'harmonise avec un coloris léger.

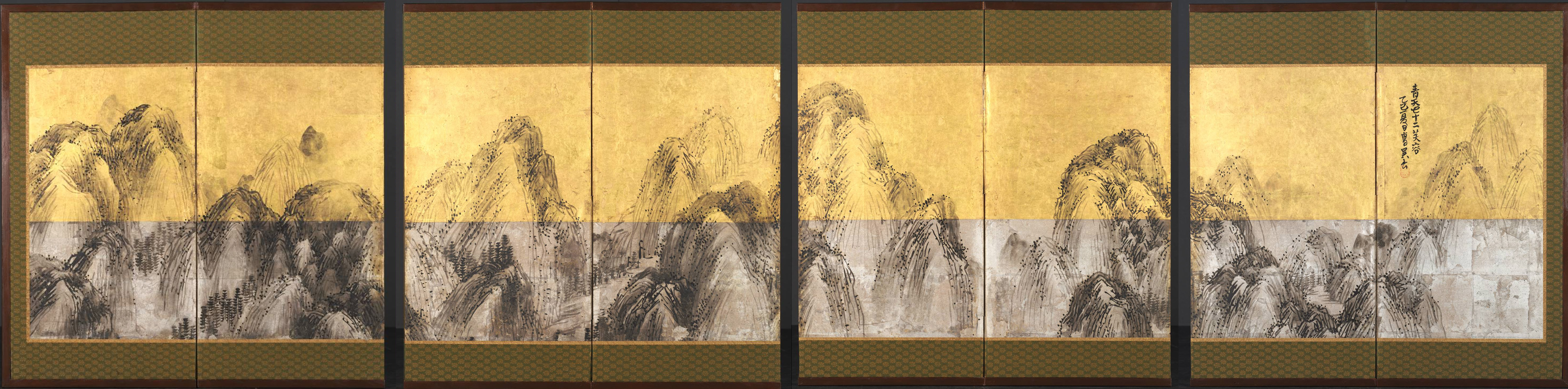
Soixante douze sommets découpés sur le bleu du ciel, 1785. Paravent à huit feuilles. Encre, or et argent sur papier.
Image: 51,5 x 275,2 cm. Cleveland Museum of Art.

## Musées
Tōkyō (Nat. Mus.) : Paysage sous la pluie, encre et couleur sur papier, paire de paravents.